# Valentina Pahde
Valentina Victoria Pahde (* 4. Oktober 1994 in München) ist eine deutsche Schauspielerin und Sängerin. Sie spielte von 2015 bis 2023 in der Soap-Opera Gute Zeiten, schlechte Zeiten die Rolle der Sunny Richter.

## Werdegang
Valentina Pahde kam 1994 in München als Tochter eines Deutschen und einer Kroatin zur Welt. Bereits im Alter von drei Jahren standen sie und ihre Zwillingsschwester Cheyenne für die ZDF-Serie Forsthaus Falkenau vor der Kamera. Entdeckt worden waren die Geschwister ein Jahr zuvor, als die Produktion in Münchner Kindergärten gezielt nach einem blonden Schwesternpärchen für die Rolle der Katharina Arnhoff suchte. Da die Richtlinien für Kinder, die an Drehprojekten beteiligt sind, eingehalten werden mussten, teilten sich die Pahde-Zwillinge ihre Rolle zunächst mit anderen Schauspielerinnen. Erst ab der elften Staffel, deren Ausstrahlung im März 2002 begann, verkörperten die beiden Schwestern diese Rolle abwechselnd. Letztmals wirkten sie in Folge 220 mit, die im Dezember 2006 gesendet wurde.
2005 hatte Pahde einen Gastauftritt in der RTL-Sitcom Schulmädchen. Von 2010 bis 2011 spielte sie in der Serie Marienhof die Rolle der Caro Behrens. Von 2015 bis 2023 war sie bei Gute Zeiten, schlechte Zeiten als Sunny Richter zu sehen. Daneben steht sie gemeinsam mit ihrer Schwester unter dem Künstlernamen Cheyenne & Valentine bei der Berliner Musikproduktionsfirma Valicon unter Vertrag. Ende 2010 bzw. Anfang 2011 erschienen die Songs One of a Kind und Uninspired. Im Januar 2019 eröffnete sie mit ihrer Schwester in München den Feinkostladen Pahde. 2021 belegte sie mit Profitänzer Valentin Lusin in der 14. Staffel der RTL-Tanzshow Let’s Dance den zweiten Platz. Im Januar 2022 nahm sie an der ProSieben-Show Schlag den Star teil und unterlag Viviane Geppert.

## Filmografie

### Kino
- 2013: Fack ju Göhte

### Serien
- 2002–2006: Forsthaus Falkenau
- 2005: Schulmädchen – Poolboy und Sextoys
- 2010–2011: Marienhof
- 2014: Sturm der Liebe
- 2015–2023: Gute Zeiten, schlechte Zeiten
- 2017: SOKO München – Tod auf Samtpfoten
- 2020: Sunny – Wer bist du wirklich?
- 2023: Inga Lindström: Einfach nur Liebe
- 2024: Frühling: Ein Zebra im Gepäck, Die verschwundenen Eltern
- 2024: Sexuell verfügbar
- 2024: Blutige Anfänger: Die letzte Ermittlung
- 2025: Frühling: Das Versteck, Ich such Dich!

### Shows
- 2021: Let’s Dance
- 2022: Schlag den Star
- 2023: Promi Touchdown – Die Football-Show[4]
- 2024: Grill den Henssler